# مؤتمر طرابزون للسلام

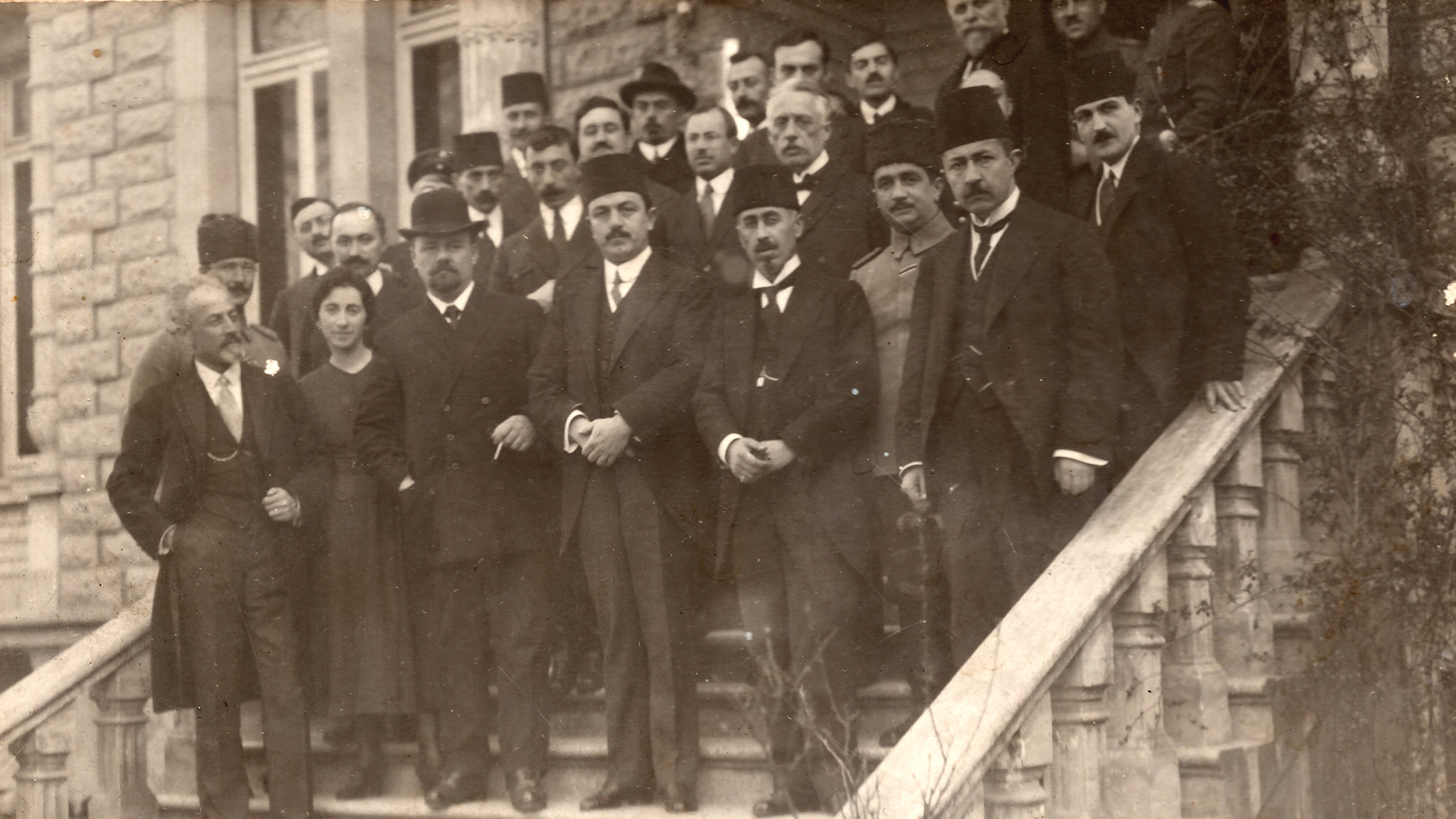
المشاركون في مؤتمر طرابزون للسلام

مؤتمر طرابزون للسلام هو مؤتمر عُقد في الفترة بين مارس وأبريل عام 1918 في طرابزون
بين الإمبراطورية العثمانية ووفد المجلس التشريعي القوقازي (مفوضية ما وراء القوقاز). كانت الجلسة الافتتاحية في 14 مارس 1918، وكان الممثلون هم الأدميرال رؤوف بك عن الدولة العثمانية، وكل من أكاكي شخنكيلي وأحمد بك بيبينوف (مستشاراً) عن الوفد القوقازي.
وُقعت هدنة أرزينجان بين قبل الروس و العثمانيين في أرزينجان في 5 ديسمبر عام 1917 وانتهت الصراعات المسلحة بين روسيا والإمبراطورية العثمانية في الحملة الفارسية والقوقازية ضمت مسرح الشرق الأوسط خلال الحرب العالمية الأولى
. تلت تلك الهدنة معاهدة بريست ليتوفسك في 3 مارس 1918 بين الجمهورية الروسية السوفيتية الاتحادية الاشتراكية ودول المركز، لتمثل خروجاً لروسيا من الحرب العالمية الأولى. واجهت الدولة العثمانية وجمهورية ما وراء بعضها البعض حيث فرضت معاهدة بريست ليتوفسك حدوداً كانت تتعارض مع تلك التي يطالب بها كل طرف، فتم إنشاء الوفد من قبل مجلس النواب كان يعتبر من قبل الدولة العثمانية ممثلاً ليس لدولة ولكن عن شعوب المنطقة.

## المواقف
أعرب الوفد العثماني عن أمله في أن 'يعلن ما وراء القوقاز استقلاله ويعلن عن شكل الحكومة قبل أن تنتهي المفاوضات التي تجري حالياً.' أرادت الدولة العثمانية إسقاط الحاجز بين مسلمي  الأناضول ومسلمي القوقاز و'تعزيز الوحدة بين الأمم الشقيقة.' عكست المهام الخاصة للدولة العثمانية في القوقاز التي وطدها رؤوف بك الروابط بين الامبراطورية والشعوب القوقازية حيث أنها"...ليست تاريخية وجغرافية فقط، بل روابط من الدم تتدفق من ماضيهم المشترك."
اقترح بيبينوف مستشار وفد القوقاز وعضو المجلس الوطني المسلم إنشاء وحدة إدارية منفصة رابعة تتكون من مناطق باطومي وقارص المسلمة.صرح بيبينوف بالأسس التي رغب بها : 'إن الروابط التي بينهم بسبب العرق والدين والاقتصاد والحياة اليومية قوية للغاية وسيكون من الصعب جداً أن توجد أحدهم من دون الآخر.'

## بعد
في نهاية المفاوضات عرض أنور باشا التنازل عن جميع طموحات العثمانيين في القوقازي مقابل الاعتراف بالمكتسبات العثمانية المستعادة في مناطق شرق الأناضول في بريست ليتوفسك.
 في 5 أبريل قبل رئيس الوفد القوقازي أكاكي شخنكيلي معاهدة بريست ليتوفسك كأساس لمزيد من المفاوضات وأبرق للهيئات الإدارية وحثهم على قبول هذا الوضع. كان المزاج السائد في تبليسي مختلفاً تماماً، فضغط الأرمن على الجمهورية للرفض والإقرار بوجود حالة الحرب بينها وبين الدولة العثمانية.
استُأنف القتال واجتاحت القوات العثمانية أراض جديدة إلى الشرق لتصل إلى حدود ما قبل الحرب.
في 11 مايو عُقد مؤتمر جديد للسلام في باطومي،ووسع العثمانيون مطالبهم لتشمل تفليس وكذلك غيومري وفاغارشابات، كما أرادوا بناء خط من السكك الحديدية لربط قارص وجلفا مع باكو، وتعطي الدولة الأرمنية الجديدة التي سيمر خلالها ممر النقل هذا الحق في حرية المرور، لكن الوفد الأرميني الجورجي بدأ في المماطلة 
في 21 مايو بدأ الجيش العثماني في التقدم مرة أخرى في مناطق أرمينيا الروسية التي لم تكن تحت سيطرة السلطان منذ القرن 17، أدى هذا الصراع إلى معركة سارداراباد (21-29) ومعركة قرة كليسة (24-28) معركة باش أباران (21-24).
في4 يونيو اضطرت جمهورية أرمينيا للتوقيع على معاهدة باطومي.